# World Biographical Information System Online
Das World Biographical Information System Online (WBIS Online) ist ein biografisches Nachschlagewerk in der Form einer Online-Datenbank, die auf zahlreichen biografischen Sekundärwerken basiert. Der herausgebende Verlag nennt sie „die umfassendste und umfangreichste biographische Datenbank mit Informationen zu Personen, Familien und Gruppen aus allen Klassen und Berufen, aus allen Ländern und Regionen der Erde […]“.

## Allgemeines
WBIS Online basiert auf der kumulierten Digitalisierung der Mikrofiche-Editionen der Biographischen Archive, die der K. G. Saur Verlag publiziert hat. Diese decken – teilweise in verschiedenen Serien – jeweils ein Land, einen Sprach- oder Kulturraum ab und reproduzieren in faksimilierter Form Einträge aus biografischen Nachschlagewerken. Nach Eigenangaben des Verlags umfasst die Datenbank (Stand 2009) 8,4 Millionen biografische Originalartikel zu mehr als 6 Millionen Personen aus etwa 8.600 Nachschlagewerken, erschienen von 1559 bis zum Beginn des 21. Jahrhunderts.
Die Konvertierung der Mikrofiche-Editionen wurde im Dezember 2010 abgeschlossen. Seither stehen alle 30 biographischen Archive (mit Teilbänden 58) digitalisiert zur Verfügung. WBIS Online wird heute von der de-Gruyter-Gruppe verwaltet.
Die Deutsche Forschungsgemeinschaft (DFG) hat eine Nationallizenz erworben. Dies ermöglicht (nach Anmeldung und Registrierung über DBIS) den kostenlosen Zugang für Privatpersonen mit Wohnsitz in Deutschland auch von zu Hause über den privaten Computer. Ausgenommen vom freien Zugang sind aus lizenzrechtlichen Gründen die Inhalte des Deutschen Biographischen Archivs (DBA), die nur in einigen Staats- und Universitätsbibliotheken für angemeldete Nutzer zur Verfügung stehen.
Die inhaltliche Richtigkeit der Angaben in den digitalisierten Artikeln der Lexika wird von WBIS grundsätzlich nicht bewertet.

## Die 30 Archive
- Amerikanisches Biographisches Archiv (ABA)
- Spanisches, Portugiesisches und Iberoamerikanisches Biographisches Archiv (ABEPI)
- Französisches Biographisches Archiv (ABF)
- Italienisches Biographisches Archiv (ABI)
- Afrikanisches Biographisches Archiv (AfBA)
- Arabisch-Islamisches Biographisches Archiv (AIBA)
- Australasiatisches Biographisches Archiv (ANZO-BA)
- Biographisches Archiv der Antike (BAA)
- Biographisches Archiv der Benelux-Länder (BAB)
- Baltisches Biographisches Archiv (BaBA)
- Biographisches Archiv des Christentums (BAChr)
- Biographisches Archiv des Mittelalters (BAMA)
- Biographisches Archiv der Sowjetunion (1917–1991) (BASU)
- Britisches Biographisches Archiv (BBA)
- Kanadisches Biographisches Archiv (CaBA)
- Chinesisches Biographisches Archiv (CBA)
- Tschechisches und Slowakisches Biographisches Archiv (CSBA)
- Deutsches Biographisches Archiv (DBA)
- Griechisches Biographisches Archiv (GBA)
- Indisches Biographisches Archiv (IBA)
- Japanisches Biographisches Archiv (JaBA)
- Jüdisches Biographisches Archiv (JBA)
- Koreanisches Biographisches Archiv (KBA)
- Polnisches Biographisches Archiv (PAB)
- Russisches Biographisches Archiv (RBA)
- Skandinavisches Biographisches Archiv (SBA)
- Südostasiatisches Biographisches Archiv (SEABA)
- Südosteuropäisches Biographisches Archiv (SOBA)
- Türkisches Biographisches Archiv (TBA)
- Ungarisches Biographisches Archiv (UBA)